# Dicerura stipator
Dicerura stipator är en tvåvingeart som beskrevs av Boris Mamaev 1972. Dicerura stipator ingår i släktet Dicerura och familjen gallmyggor. Inga underarter finns listade i Catalogue of Life.